# Neoclytus longipes
Neoclytus longipes là một loài bọ cánh cứng trong họ Cerambycidae.